# Riserva forestale di Sinharaja
La riserva forestale di Sinharaja è un'area naturale protetta dello Sri Lanka. Ha un'importanza internazionale ed è stato inserito tra le riserve della biosfera e tra i Patrimoni dell'umanità dall'UNESCO.

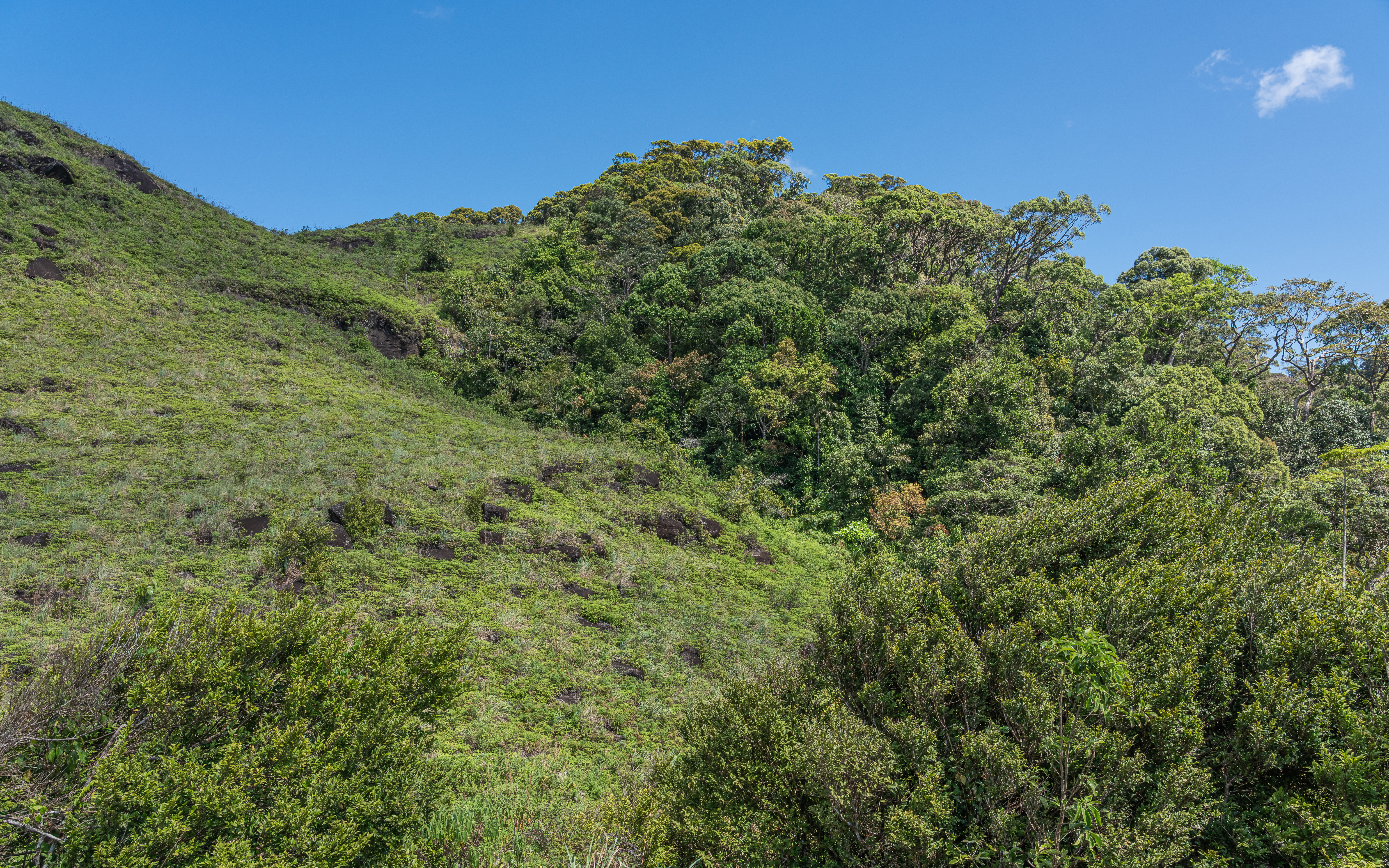
La vegetazione della foresta vergine

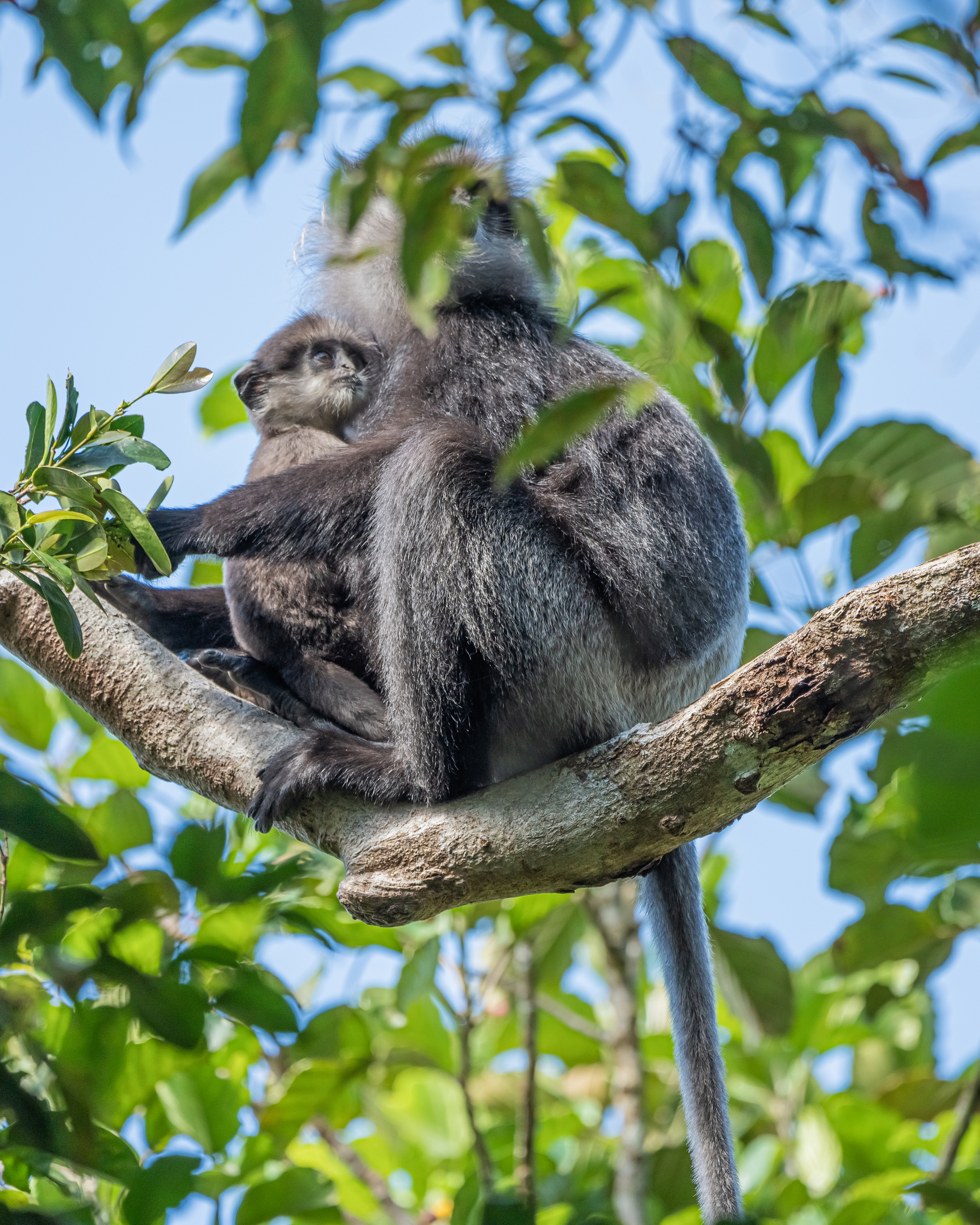
Fauna comune

La collinosa foresta vergine fa parte dell'ecoregione nota come Sri Lanka lowland rain forests, e si salvò dallo sfruttamento commerciale grazie alla sua inaccessibilità. Venne dichiarata riserva della biosfera nel 1978, e patrimonio dell'umanità nel 1988. Il nome del parco significa "regno del leone".
La riserva misura soli 21 chilometri da est ad ovest, e 7 da nord a sud, ma è un tesoro per quanto riguarda le specie endemiche tra cui alberi, insetti, anfibi, rettili, uccelli e mammiferi.
A causa della densa vegetazione l'osservazione delle specie viventi è più difficoltosa rispetto ai terreni asciutti come il Yala. Non vi sono elefanti, ed anche i leopardi non superano i 15 esemplari. Il mammifero più comune è il Purple-faced Langur.
Un fenomeno interessante è quello che vede gli uccelli spostarsi in stormi formati da diverse specie, guidati dagli impavidi drongo del paradiso e dai chiassosi Garruli della giungla di Sulawesi. Delle 26 specie endemiche di uccelli, le 20 forestali possono essere osservate nel parco, inclusi i rari malcoha facciarossa, i cuculi fagiani di Sri Lanka e le gazze azzurra di Sri Lanka.
I rettili comprendono le vipere verdi e le Hump-nosed Viper, oltre a numerose specie di anfibi, soprattutto rane delle piante.
Tra gli invertebrati si possono ricordare le farfalle Troides helena e le inevitabili sanguisughe.